# 加拿大國旗
加拿大國旗，又稱楓葉旗（英語：Maple Leaf），在法语区稱單葉旗（法語：l'Unifolié），是代表加拿大的官方旗帜。加拿大国旗为红色旗帜，中间镶嵌白色方格，白色方格上有绘有一片11個頂點的非寫實化紅楓葉。它自1965年被加拿大议会採用，以替代英国国旗。它是第一个通过法律认定的加拿大国旗。
从19世纪80年代开始，加拿大红船旗一直被作为加拿大的非官方国旗使用，1945年枢密院批准该旗帜可以用在“適宜扬起一面用以区分加拿大旗帜的任何地点或场合”。此外，皇家联合旗仍然在加拿大享有官方旗帜的地位。没有一项法律指示应该如何处理国旗的问题。然而有一些惯例和礼仪指导应该如何展示国旗和国旗与其他旗帜同时展示时的位次，这些惯例和礼仪给予了国旗有比其他旗帜优先展示的权利。
1964年，加拿大国内掀起了是否替换国旗的讨论。时任總理莱斯特·皮尔逊指派了一个委员会以解决这个问题。当时有三个选择，最终乔治·斯坦利基于加拿大皇家军事学院旗的方案得到采纳。1965年2月15日，现代加拿大国旗第一次展出，該日遂定为加拿大国旗日。
有许多加拿大官方、政府和军队用旗都是左上角有枫叶旗，或者包含了枫叶元素。

## 设计

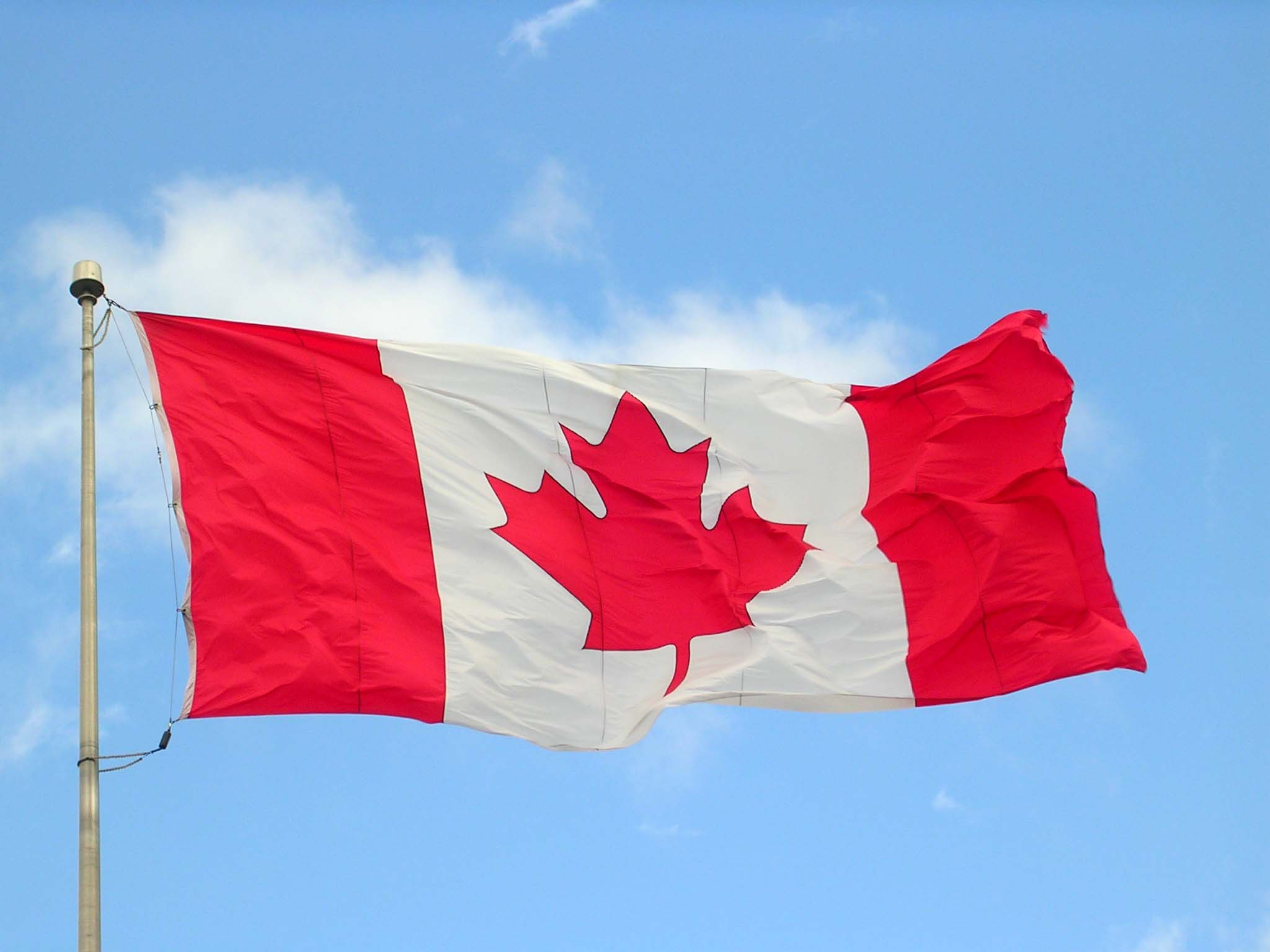
一面飘扬在新斯科舍省哈利法克斯市的加拿大国旗

从18世纪开始，枫叶就被作为加拿大的标志。枫叶第一次被作为国家的象征是在1868年，当时它出现在安大略和魁北克的盾形纹章里。1867年，亚历山大·缪尔创作了爱国歌曲《楓葉永恆》（"The Maple Leaf Forever"），这首歌也成为加拿大英语区的非官方国歌。在之后的1921年，枫叶被加进了加拿大国徽。从1876年到1901年，枫叶出现在全部的加拿大的硬币上，并且1901年以后的加拿大硬币仍然保留枫叶图案。
在1921年加拿大颁布国徽的声明中，英王乔治五世提出用红色和白色作为加拿大的官方色调。其中红色来自英格兰国旗上圣乔治十字的红色，白色来自从查理七世开始作为法兰西王室标志的白色。
枫叶顶点的个数并没有严格要求。当前枫叶旗上选择的顶点个数和排列是在经过强风条件下的风洞试验之后，从各式各样的设计里挑选出来的观感最清晰的版本。
| 绘制方法 | 标准 |
| -------- | --- |
|          | 加拿大国旗长宽比为2:1，中间为与国旗等高的白色正方形，两边红色部分为国旗四分之一宽。白色部分正中是一片红色枫叶。 |

## 历史

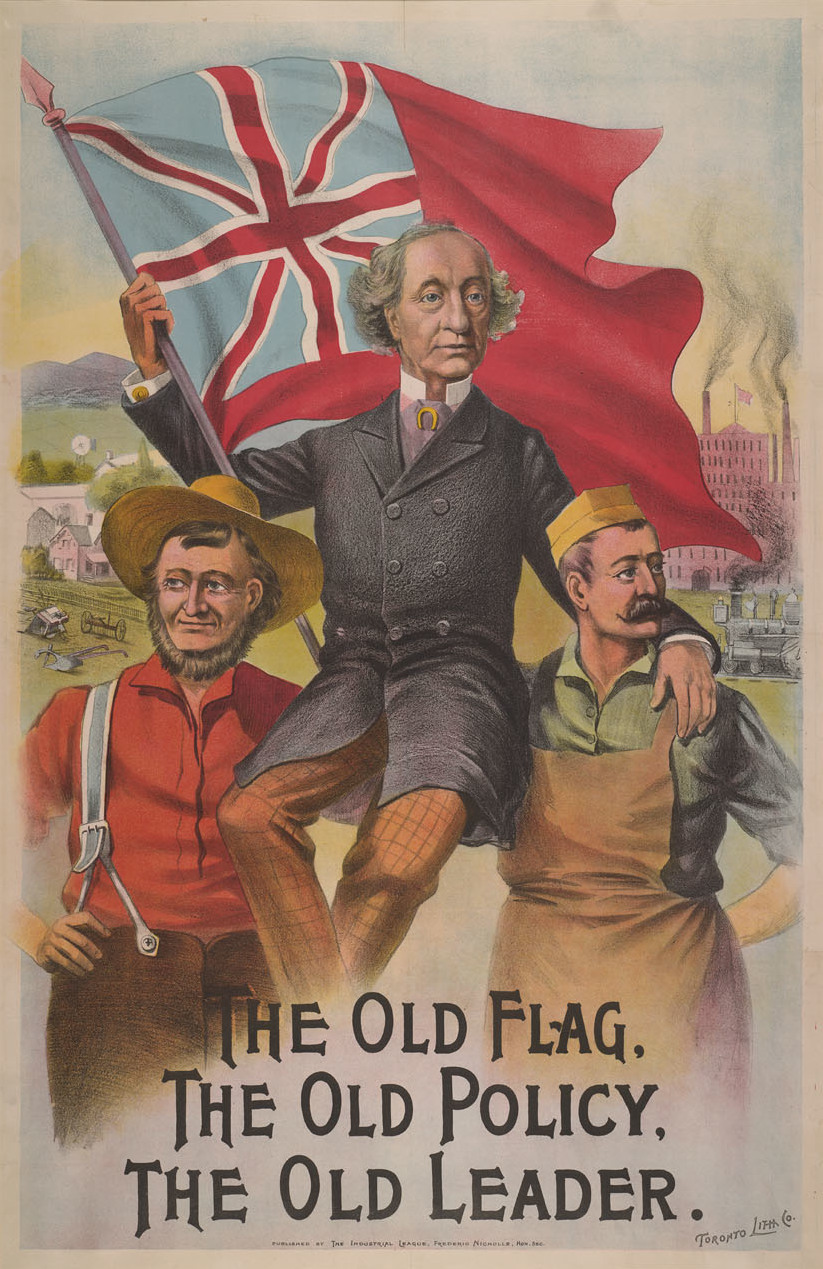
一张1891年的竞选海报，上面画着约翰·亚历山大·麦克唐纳和一面没有修改过的红船旗

### 早期旗帜

1939年由EphremCôté设计的加拿大国旗

1946年特别联合委员会推荐的国旗

已知的第一面出现在加拿大的旗帜是圣乔治十字旗，由乔瓦尼·卡博托于1497年探索纽芬兰时带到加拿大。1534年，雅克·卡蒂埃在魁北克加斯佩半岛留下了法国皇家徽章的百合花饰。而他的船旗为红底白十字的法国国旗。新法兰西时期加拿大使用的旗帜为经过修改的法国军旗。

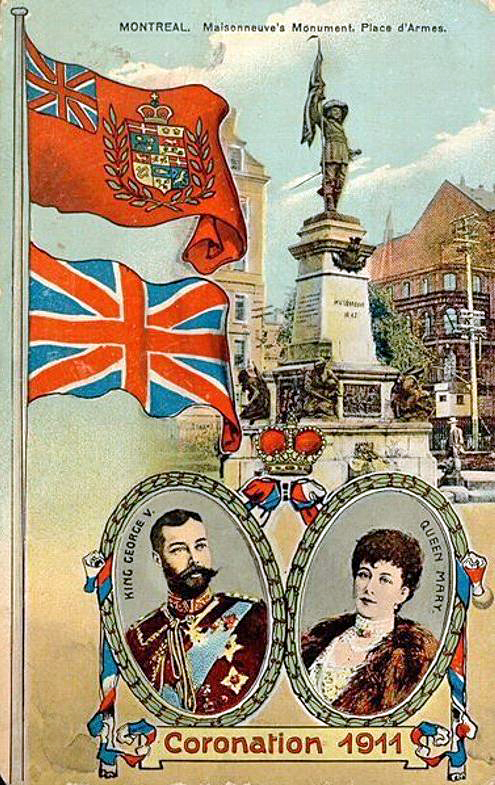
一张为纪念乔治五世和玛丽王后在1911年加冕的加拿大明信片。由红船旗和盾形徽章组成的加拿大红船旗（上）和英国国旗（下）在空中飘扬。

在加拿大联邦化不久的1867年，设计一面用以区分加拿大的旗帜变得非常必要。从1870年开始，红船旗加上联邦各省纹章合成的盾形徽章，开始被非正式的用在陆地和海上，被称为加拿大红船旗。之后又有新的省份加入进加拿大联邦，代表它们的纹章也被加进了盾形徽章之中。1892年，大不列颠海军部批准加拿大红船旗可以在海上使用。1921年，合成的盾形徽章被同年获得通过的加拿大国徽取代。1924年，枢密院批准了该旗在海外加拿大政府建筑的使用。1925年，总理威廉·莱昂·麦肯齐·金成立了一个设计国旗的委员会，但在提交最终报告之前被解散了。尽管委员会解决国旗问题的努力失败了，但在20世纪20年代民间出现了一股为加拿大设计国旗的热潮。一系列新的设计分别在1927年，1931年和1939年被推举出来。
在二战期间，加拿大红船旗是公认的加拿大国旗。1945年11月8日，一个由参议院和众议院组成的联合委员会被任命去推荐一面将被官方正式使用的国旗。联合委员会收到了来自民间的2409件设计。次年5月9日，联合委员会做出汇报，并推荐了一个“加拿大红船旗加上一枚带有白边的秋季金黄色枫叶应该作为加拿大国旗”的设计。然而魁北克的国民立法议会向联合委员会极力主张国旗上不能含有任何被视为“外国象征”的元素，包括米字旗。于是時任总理的麦肯齐·金谢绝了委员会的方案，維持使用加拿大红船旗。

### 国旗大讨论
在20世纪60年代，对官方加拿大国旗的讨论升温而演变成一场大论战，到1964年的国旗大讨论时达到了顶峰。1963年，由莱斯特·皮尔逊领导的自由党成为加拿大少数派政府的执政党，并决定通过议会辩论的方式采用一面官方的国旗。皮尔逊是更换国旗的主要倡导者。他曾因在1956年的苏伊士危机中对交战双方的有力斡旋而荣获诺贝尔和平奖。在苏伊士危机期间，埃及政府拒绝了加拿大维和部队登陆埃及。因为当时的国旗加拿大红船旗上含有英国国旗的标志，而英国是交战方之一。皮尔逊为此感到非常困扰。后来，皮尔逊推动变更国旗的目标就是设计一面能够明显地辨别出加拿大的加拿大国旗。当时对变更国旗最主要的反对者是反对党领袖前总理约翰·迪芬贝克。
红船旗在加拿大英语区深受喜爱，但在魁北克并不流行，而魁北克是一个支持自由党的大本营。1964年，时任总理的莱斯特·皮尔逊成立了一个15人组成的多党议会制的委员会去挑选一个新国旗设计，而无视反对党领袖约翰·迪芬贝克提出的对国旗问题进行公民投票的建议。1964年5月27日，皮尔逊内阁向议会提议采用皮尔逊最钟爱的设计，设计者是国徽顾问、艺术家Alan Beddoe。这个设计的两边是蓝色，契合了加拿大的国家格言“从大海到大海”（英語："From Sea to Sea"），中央白色有三个相连的红色枫叶。这项提议导致在下议院爆发了持续数周的唇枪舌战，这个设计被媒体嘲笑为“皮尔逊信号旗”（英語："Pearson Pennant"），并且被视为“对魁北克的妥协”。

### 现今国旗

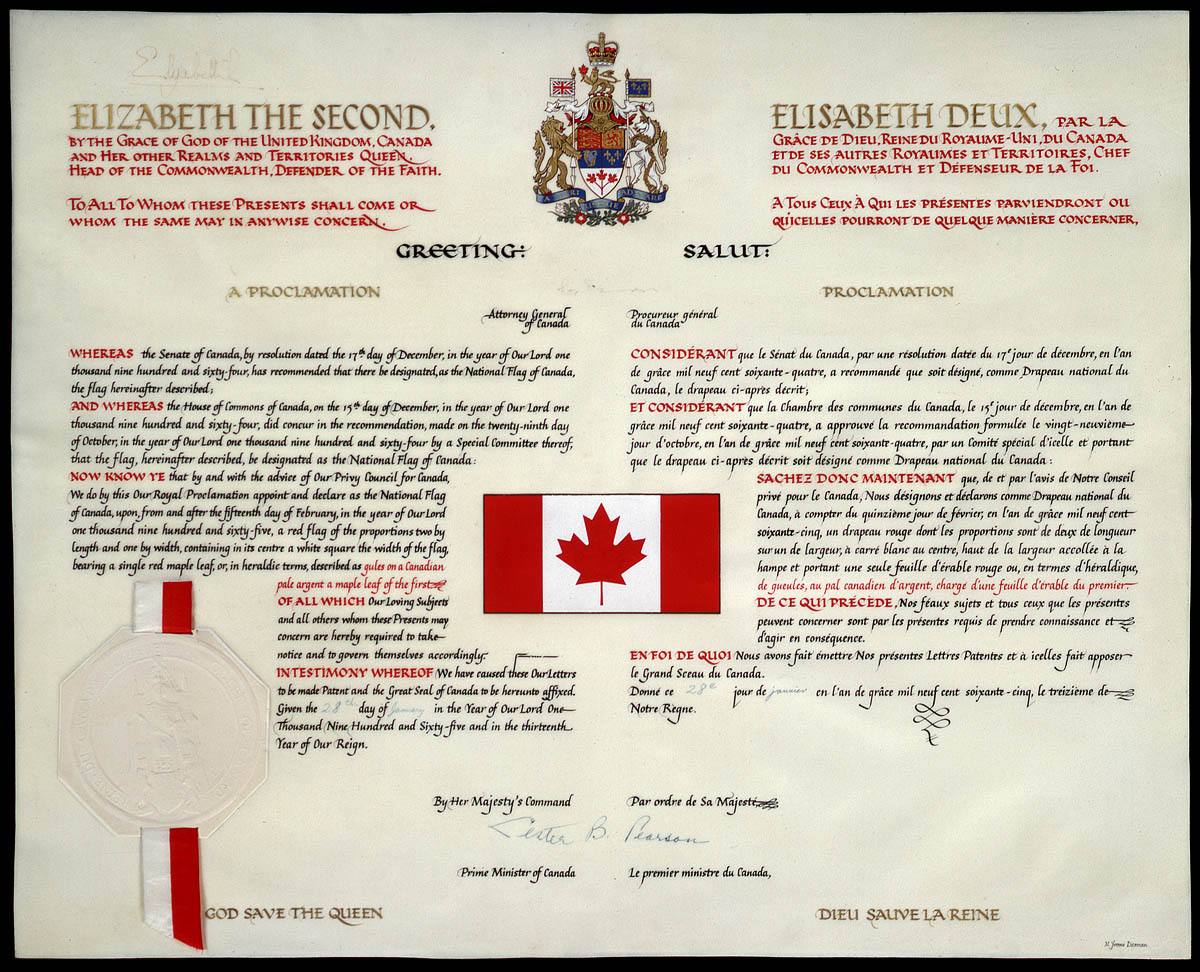
颁布今日加拿大国旗的公告，1965年

1964年9月，一个多党派的新委员会正式成立，其中成员有自由党7人、保守党5人、新民主党1人、社会信用党1人。经过6周的研究，委员会决定从最终入围的两个方案中以投票的方式选出国旗。一个方案是“皮尔逊信号旗”，另一个方案是乔治·斯坦利受加拿大皇家军事学院校旗启发而设计的红白配色的单枫叶旗。投票结果是14比0，全体通过了乔治·斯坦利的单枫叶旗设计。1964年11月15日，单枫叶旗方案通过了下议院的投票。1965年1月28日，加拿大女王伊丽莎白二世正式宣布了新国旗的启用。同年2月15日，在渥太华的国会山庄举行了新国旗的官方升旗典礼，红船旗降下，枫叶旗升起。欢迎人群唱起《啊，加拿大》，接着又唱起《天佑女王》。参议院的发言人Maurice Bourget讲道：“这面旗帜是民族团结的象征，因为它代表着加拿大的全体国民，不论种族、语言、信仰或理念，这是毋庸置疑的。”然而仍有人对国旗变更持反对意见，斯坦利甚至因“诋毁国旗”而遭到人身安全的威胁。尽管如此，斯坦利还是参加了新国旗的升旗仪式。

### 歷代國旗

英格蘭國旗（乔瓦尼·卡博托使用，並用於英格蘭在美洲的殖民地） 1497年－1707年
蘇格蘭國旗（用於蘇格蘭在美洲的殖民地） 1621年－1707年
法蘭西王國國旗（雅克·卡蒂埃使用） 1534年－1604年
法国商船旗 1604年－1663年
新法蘭西 1663年–1763年
聯合旗 1763年-1801年
聯合旗 1801年－1868年 1964年起稱皇家聯合旗
非官方的加拿大红船旗 1868年－1921年
1907年版加拿大红船旗，常在加拿大西部使用
加拿大红船旗 1921年－1957年
加拿大红船旗 1957年－1965年
第一面向议会提交的设计，“皮尔逊信号旗”。
加拿大皇家军事学院（英语：Royal Military College of Canada）的校旗，影响了现今国旗的设计。
1964年版枫叶旗
加拿大自治領 1965年－1981年 加拿大 1981年至今
加拿大 （使用彩通配色方案）

### 地方旗帜

安大略省
魁北克省
新斯科舍省
新不伦瑞克省
马尼托巴省
不列顛哥倫比亞省
爱德华王子岛省
萨斯喀彻温省
纽芬兰与拉布拉多省
阿尔伯塔省
西北地区
育空地区
努纳武特地区

### 引用
1. ↑  . Department of Canadian Heritage. 2008-11-17  [2011-06-06]. （原始内容存档于2011-06-08） （英语）.
2. ↑  Stacey, C. P. (编). .  5. New York: St. Martin's Press. 1972: 28. ISBN 0-7705-0861-8 （英语）.
3. 1 2  . Department of Canadian Heritage. 2007-09-24  [2008-12-16]. （原始内容存档于2008-12-20） （英语）.
4. 1 2 3  . Department of Canadian Heritage.   [2007-02-15]. （原始内容存档于2008-12-20） （英语）.
5. ↑  James Minahan. . Greenwood Press. 2009: 17. ISBN 978-0-313-34500-5.
6. 1 2  Jeanette Hanna; Alan C. Middleton. . Douglas & McIntyre. 2008: 79–  [2015-11-30]. ISBN 978-1-55365-275-5. （原始内容存档于2014-07-04）.
7. ↑  Caren Irr. . Duke University Press. 1998: 69  [2015-11-30]. ISBN 0-8223-2192-0. （原始内容存档于2014-07-04）.
8. ↑  W. K. Cross. . Charlton Press. 2011: intro. ISBN 978-0-88968-342-6.
9. 1 2 3  Department of Canadian Heritage. . Queen's Printer for Canada.   [December 16, 2008]. （原始内容存档于2008-12-20）.
10. ↑  Department of Canadian Heritage. . Queen's Printer for Canada.   [April 13, 2008]. （原始内容存档于2008-12-20）.
11. ↑  (Matheson 1980)
12. 1 2 3 4 5 6  , The Canadian Encyclopedia (Historica Canada),   [13 February 2015], （原始内容存档于2015年2月14日）
13. ↑  Archbold 2002，第61頁
14. ↑  Office of the Governor General of Canada: Canadian Heraldic Authority. . Queen's Printer for Canada. March 20, 2008  [November 22, 2012]. （原始内容存档于2014-03-22）.
15. ↑  Office of the Governor General of Canada: Canadian Heraldic Authority. . Queen's Printer for Canada. March 20, 2008  [November 22, 2012]. （原始内容存档于2014-03-22）.
16. ↑  Office of the Governor General of Canada: Canadian Heraldic Authority. . Queen's Printer for Canada. March 20, 2008  [November 22, 2012]. （原始内容存档于2014-03-22）.
17. ↑  Fraser, Alistair B. . . January 30, 1998  [April 20, 2008]. （原始内容存档于2008-09-15）.
18. ↑  . Mount Allison University.   [April 17, 2008]. （原始内容存档于2008年4月24日）.
19. ↑  . CBC.   [April 13, 2008]. （原始内容存档于2009-09-01）.
20. 1 2  Thorner 2003，第524頁
21. ↑  . CBC.   [March 31, 2008]. （原始内容存档于2008-06-02）.
22. ↑  Corbett, Ron. . Toronto Sun. June 30, 2013  [October 4, 2013]. （原始内容存档于2013-10-05）.
23. ↑  Reeve, Iain. . The Peak. May 21, 2007  [April 13, 2008]. （原始内容存档于2012年2月25日）.
24. ↑  . Canadianheritage.gc.ca.   [2011-10-31]. （原始内容存档于2011-11-02）.
25. ↑  .   [2015-12-01]. （原始内容存档于2016-03-31）.

### 书籍
- Archbold, Rick. . Macfarlane Walter & Ross. 2002. ISBN 1-55199-108-X （英语）.
- Matheson, Col. John R. . Mika Publishing Company. 1986. ISBN 0-919303-01-3 （英语）.
- Thompson, Hugh. . Dorling Kindersley. 2002. ISBN 0-7894-9561-9 （英语）.
- Thorner, Thomas. . Broadview Press. 2003. ISBN 1-55111-548-4 （英语）.

## 外部連結
- National Flag of Canada（页面存档备份，存于） – Department of Canadian Heritage
- Flag Etiquette in Canada（页面存档备份，存于）  – Department of Canadian Heritage
- Flags (Heritage Minutes)（页面存档备份，存于） – Historica Canada
- George F.G. Stanley's Flag Memorandum to John Matheson – St. Francis Xavier University
- John Matheson's postcard to George Stanley – St. Francis Xavier University
- Royal Proclamation – Library and Archives Canada
- 世界旗帜网（FOTW）的Canada
- The Great Canadian Flag Debate（页面存档备份，存于） – CBC Digital Archives
- "The People's Choice: Seeking the origins of the Maple Leaf flag, finding the soul of our nation"（页面存档备份，存于） – W5 (CTV)
- "The Maple Leaf Forever?" – The Agenda (TVO)